# Pachacha
Las pachachas son muñecas de yeso que funcionan como amuletos para atraer la fertilidad durante la fiesta de Todos Santos en Bolivia.

## Tradición

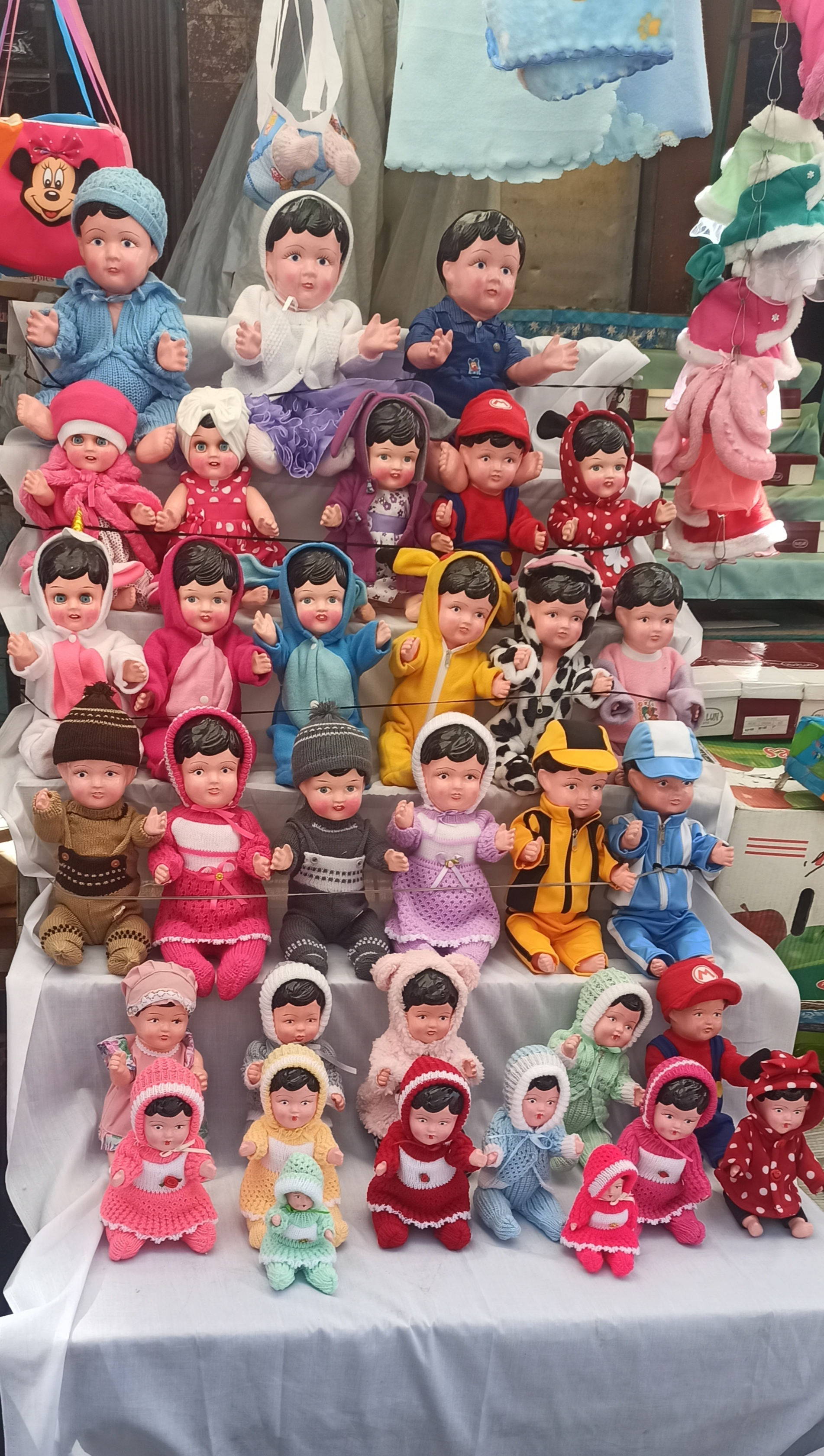
Pachachas en venta en la Av. Max Paredes en La Paz, Bolivia

Las mujeres que desean ser madres y que tienen problemas para lograrlo compran estas muñecas de yeso o las reciben como regalo. Tradicionalmente, las venden con ropa y se aconseja que las mujeres que las adquieren se las lleven cargadas, ya sea en un cargador de bebés o en un aguayo. Posteriormente, las pachachas deben ser acomodadas en la mesa de Todos Santos el 1 de noviembre al medio día, encenderles una vela y rezar por fertilidad. Al día siguiente, la tradición manda que se lleve a las muñecas a escuchar misa. 
Se dice que las almas que llegan en estas fechas se llevan a las muñecas al cementerio cargadas y allí les buscan un padrino que se encarga de que el deseo se haga realidad. Dentro de la cultura andina, el Jallupacha es el tiempo de la fertilidad, el tiempo de la mujer en el calendario agrícola, y por eso la compra de pachachas coincide con esta época, que es la época de lluvias.A diferencia de la visión occidental, dentro de la cultura andina se cree que los muertos vienen a trabajar trayendo lluvia desde el solsticio de verano hasta Carnaval.
Las pachachas se remontan a la época precolombinaaunque se hicieron populares en la época republicana. Una de las vendedoras de pachachas de la ciudad de La Paz cuenta que en los inicios de la República las pachachas eran de porcelana, importadas de Europa y que, en consecuencia, eran caras. Frente a esta situación, los vendedores criollos vieron una oportunidad de negocio y comenzaron a hacerlas de yeso. 

## Etimología
Según el antropólogo Édgar Arandia, la palabra proviene del idioma aimara y quiere decir “yeso”.